# مايكل ريتش (لاعب كرة قدم)
مايكل ريتش (بالإنجليزية: Michael Ritch)‏ هو لاعب كرة قدم أمريكي في مركز الوسط، ولد في 26 أبريل 1981 في تالاسي في الولايات المتحدة. لعب مع كولومبوس كرو.